# K5 League Sejong/Chungcheongnam-do 2022
Die K5 League Sejong/Chungcheongnam-do 2022 war die erste Spielzeit als höchste Amateurspielklasse im südkoreanischen Fußball gewesen. Die Saison begann am 17. April und endete am 4. September. Anschließend folgen die Play-off-Spiele.

## Teilnehmer und ihre Spielstätten
| Team                                    | Stadt                                   | Heimstadion                             | In der Liga seit                        | Vorjahresplatzierung                    |                                         |
| K5 League Sejong/Chungcheongnam-do 2022 | K5 League Sejong/Chungcheongnam-do 2022 | K5 League Sejong/Chungcheongnam-do 2022 | K5 League Sejong/Chungcheongnam-do 2022 | K5 League Sejong/Chungcheongnam-do 2022 | K5 League Sejong/Chungcheongnam-do 2022 |
| --------------------------------------- | --------------------------------------- | --------------------------------------- | --------------------------------------- | --------------------------------------- | --------------------------------------- |
| Sejong Ukil FC                          | Sejong-Stadt                            | Bukang-Gesundheitspark                  | 2022                                    | 3. Platz                                |                                         |
| Sejong United FC                        | Sejong-Stadt                            | Bukang-Gesundheitspark                  | 2022                                    | 6. Platz                                |                                         |
| Sejong Cheotmaeul FC                    | Sejong-Stadt                            | Bukang-Gesundheitspark                  | 2022                                    | Aufsteiger aus der K6 League            |                                         |
| Gyeryong Yongnam FC                     | Gyeryong                                | Bukang-Gesundheitspark                  | 2022                                    | Aufsteiger aus der K6 League            |                                         |
| Seosan FC                               | Seosan                                  | Bukang-Gesundheitspark                  | 2022                                    | Aufsteiger aus der K6 League            |                                         |
| Cheonan Sangyong                        | Cheonan                                 | Bukang-Gesundheitspark                  | 2022                                    | 5. Platz                                |                                         |

## Reguläre Saison
| Pl. | Verein                   | Sp. | S | U | N | Tore    | Diff. | Punkte |
| --- | ------------------------ | --- | - | - | - | ------- | ----- | ------ |
| 1.  | Sejong Ukil FC           | 5   | 5 | 0 | 0 | 021:300 | +18   | 15     |
| 2.  | Cheonan Sangyong         | 5   | 4 | 0 | 1 | 013:700 | +6    | 12     |
| 3.  | Sejong Cheotmaeul FC (N) | 5   | 3 | 0 | 2 | 013:120 | +1    | 09     |
| 4.  | Gyeryong Yongnam FC (N)  | 5   | 2 | 0 | 3 | 008:700 | +1    | 06     |
| 5.  | Sejong United FC         | 5   | 1 | 0 | 4 | 004:100 | −6    | 03     |
| 6.  | Seosan FC (N)            | 5   | 0 | 0 | 5 | 003:230 | −20   | 0      |

| Zum 5. Spieltag:                                                                                            |  |
| Qualifikation zur K5-League-Meisterschaft und Qualifikation zum Korean FA Cup 2023 Abstieg in die K6 League |  |
| |  |
| Zum Saisonende 2021:                                                                                        |  |
| (N) Aufsteiger aus der K6 League                                                                            |  |

## Statistik

### Torschützenliste
Bei gleicher Anzahl von Treffern sind die Spieler alphabetisch geordnet.
| Platz | Spieler   | Mannschaft | Tore |
| ----- | --------- | ---------- | ---- |
| 01    | Korea Sud |            |      |

## Spielplan
| Datum             | Spielort               | Heimmannschaft       | Auswärtsmannschaft   | Ergebnis |
| ----------------- | ---------------------- | -------------------- | -------------------- | -------- |
| 1. Spieltag       |                        |                      |                      |          |
| 17. April 2022    | Bukang-Gesundheitspark | Sejong Ukil FC       | Cheonan Sangyong     | 2:1      |
| 17. April 2022    | Bukang-Gesundheitspark | Sejong Cheotmaeul FC | Sejong United FC     | 2:1      |
| 17. April 2022    | Bukang-Gesundheitspark | Gyeryong Yongnam FC  | Seosan FC            | 2:0      |
| 2. Spieltag       |                        |                      |                      |          |
| 15. Mai 2022      | Bukang-Gesundheitspark | Sejong United FC     | Sejong Ukil FC       | 0:3      |
| 15. Mai 2022      | Bukang-Gesundheitspark | Seosan FC            | Sejong Cheotmaeul FC | 1:5      |
| 15. Mai 2022      | Bukang-Gesundheitspark | Cheonan Sangyong     | Gyeryong Yongnam FC  | 2:1      |
| 3. Spieltag       |                        |                      |                      |          |
| 26. Juni 2022     | Bukang-Gesundheitspark | Sejong Cheotmaeul FC | Cheonan Sangyong     | 2:4      |
| 26. Juni 2022     | Bukang-Gesundheitspark | Gyeryong Yongnam FC  | Sejong Ukil FC       | 1:2      |
| 26. Juni 2022     | Bukang-Gesundheitspark | Sejong United FC     | Seosan FC            | 3:0      |
| 4. Spieltag       |                        |                      |                      |          |
| 10. Juli 2022     | Bukang-Gesundheitspark | Gyeryong Yongnam FC  | Sejong Cheotmaeul FC | 2:3      |
| 10. Juli 2022     | Bukang-Gesundheitspark | Cheonan Sangyong     | Sejong United FC     | 3:0      |
| 10. Juli 2022     | Bukang-Gesundheitspark | Seosan FC            | Sejong Ukil FC       | 0:10     |
| 5. Spieltag       |                        |                      |                      |          |
| 4. September 2022 | Bukang-Gesundheitspark | Sejong United FC     | Gyeryong Yongnam FC  | 0:2      |
| 4. September 2022 | Bukang-Gesundheitspark | Cheonan Sangyong     | Seosan FC            | 3:2      |
| 4. September 2022 | Bukang-Gesundheitspark | Sejong Ukil FC       | Sejong Cheotmaeul FC | 4:1      |